# امپراتوری ترابوزان
امپراتوری ترابوزان حکومتی بود که از سده‌های ۱۳ تا ۱۵ میلادی شامل بخش‌هایی از شمال شرقی آناتولی و مناطق جنوبی شبه‌جزیرهٔ کریمه می‌شد. این امپراتوری زمانی ایجاد شد که الکسیوس یکم نوهٔ آندرونیکوس یکم، طی یک شورش در برابر وی اعلام استقلال کرد. این سرزمین پس از سقوط امپراتوری بیزانس در نواحی یونانی‌نشین بیزانس به قدرت رسید و در چهارمین جنگ صلیبی به همراه امپراتوری نیقیه و فرمانداری اپیروس شرکت جُست.
سلطنت ترابوزان نسبت به دیگر ممالک پیشین بیزانس عمر طولانی‌تری یافت. درحالی که فرمانداری اپیروس به تدریج در سده‌های ۱۳ و ۱۴ تحت کنترل دوبارهٔ روم شرقی درآمد و همچنین امپراتوری نیقیه نهایتاً در سال ۱۴۵۳ با سقوط قسطنطنیه توسط امپراتوری عثمانی به پایان کار خود رسیده بود. امپراتوری ترابوزان تا سال ۱۴۶۱، یعنی زمانی که سلطان عثمانی محمد دوم با محاصره‌ای یک‌ماهه آن را فتح نمود، وجود داشت و در زمان دیوید ترابوزان نواحی یادشده به عثمانی الحاق شد. ولی در ناحیهٔ کریمه تا سال ۱۴۷۵ میلادی شاهزاده تئودور مقاومت کرد و پس از چهارده سال این سرزمین نیز به قلمروی خلفای عثمانی پیوست.

## بررسی اجمالی
از لحاظ جغرافیایی امپراتوری ترابوزان شامل نوار باریکی در امتداد سواحل جنوبی دریای سیاه و نیمهٔ غربی آلپ پونتیک همراه با برخی نقاط جدا از سرزمین اصلی مانند کریمه بود. این سرزمین مدت‌ها پس از فتح عثمانی در ۱۴۶۱، علیه مسلمانان مقاومت نمود و جمعیت قابل توجهی از ارتدکس‌های یونانی را تا سال ۱۹۲۳ در خود جای داده بود. این‌ها معمولاً با عنوان یونانیان پونتیک شناخته می‌شدند. همچنین برخی یونانی‌تباران در قارص و گرجستان هستند که اغلب به عنوان یونانیان قفقاز نامیده می‌شوند. در کریمه نیز توسط کاترین کبیر در شمال سواحل دریای آزوف یونانیان رومیکایی اسکان داده شدند.
این یونانیان پونتیک در امتداد شرقی ساحل دریای سیاه و حوزهٔ نفوذ آن در رشته‌کوه‌های آلپ و همچنین در شمال شرقی آناتولی تا سال‌های پس از جنگ جهانی اول حضور چشمگیری داشتند ولی در این هنگام کسانی که تا به حال ایمان مسیحی و ارتدوکس یونانی و هویت خود را حفظ کرده بودند، یا مجبور به فرار شدند یا در نسل‌کشی‌ها به قتل رسیدند (۱۹۱۷–۱۹۲۱). بسیاری از این پناهندگان در مقدونیهٔ یونان اسکان یافتند. هنوز در قارص، گرجستان و کریمه اندکی از یونانیان هستند که حتی زبان اصلی خود را حفظ کرده‌اند.

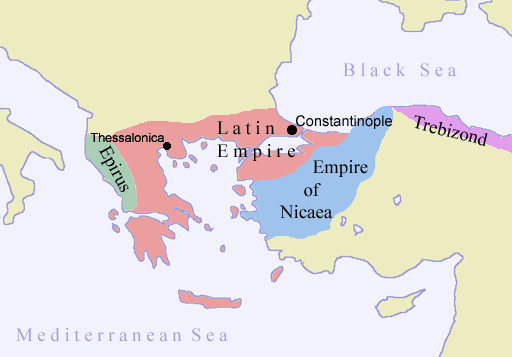
تقسیم امپراتوری بیزانس پس از چهارمین جنگ صلیبی: امپراتوری نیقیه (آبی)، امپراتوری لاتین (صورتی)، امپراتوری ترابوزان (ارغوانی) و فرمانداری اپیروس (سبز).

هستهٔ اصلی و خاک مرکزی این امپراتوری سواحل جنوبی دریای سیاه از دهانهٔ رود یشیلرماک در غرب تا شهر باتومی در شرق بوده‌است. در توصیف مرزهای جنوبی این کشور نیز آمده است: کوه‌های آلپ پونتیک به عنوان یک مانع برای مهاجمان جنوبی بود که نخستین‌بار به ترکان سلجوقی و پس از آن به ترکمان‌های غارتگر اجازهٔ ورود به این قلمرو را نداد. این قلمرو امروزه قسمت‌هایی از چندین استان ترکیه شامل سینوب، سامسون، اردو، گره‌سون، ترابزون، بیبورت، گوموش‌خانه، ریزه و آرتوین را دربر می‌گرفت. برخی از کارشناسان بر این باورند که در سدهٔ ۱۳ میلادی امپراتوری کنترل گازاریان پراتیا را به‌دست آورد که شامل شهرهای چرسون و کرچ در شبه‌جزیرهٔ کریمه است.
حاکمان این سلطنت خود را به نام «کمنوس کبیر» (به انگلیسی: Megas Komnenos) و مانند همتایان خود، در دو جانشین دیگر بیزانس (نیقیه و اپیروس)، خود را امپراتور روم می‌دانستند. پس از سال ۱۲۶۱ استفاده از لقب «امپراتور» رایج شد. گرچه برخی از حاکمان این خاندان خود را امپراتور نمی‌دانستند.

## تاریخچه

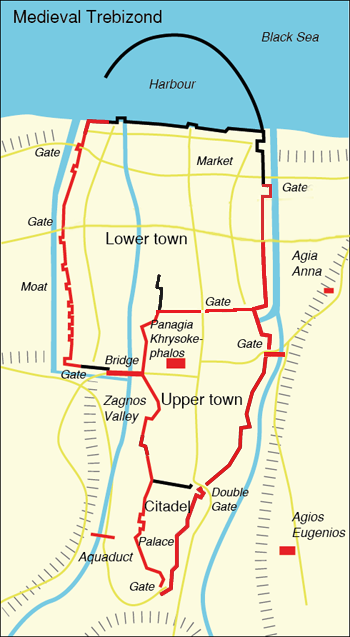
وضعیت شهرسازی در شهر ترابوزان.

شهر ترابوزان پایتخت ناحیهٔ چالدیه در امپراتوری بیزانس بود. در سده‌های ۱۰ و ۱۱ نوعی تجزیه‌طلبی در این شهر به وجود آمده بود. آن گونه که آنا کومننه در کتابش شرح داده است، یک رهبر محلی به نام تئودور گابراس به عنوان یک شاهزادهٔ مستقل در این ناحیه فرمانروایی می‌کرد. امپراتور آلکسیوس یکم در عملی انجام شده قرار گرفته بود تا او را به عنوان فرماندار چالدیه تأیید کند؛ لیکن گابراس هم در برابر حملات گرجی‌ها شایسته نشان داده بود. یکی از جانشینان او به نام گرگوری، یک‌بار با اتحاد با حاکم کاپادوکیه دست به شورشی زد که سرکوب شده و چالدیه دوباره به یک فرمانداری تبدیل شد. یکی دیگر از جانشین تئودور به نام کنتاستین نیز رفتاری مستبدانه و اقداماتی ناشایست داشت که منجر به دخالت امپراتور ژران دوم در ۱۱۳۹ میلادی گشت. آخرین حاکم از این طیف در سال ۱۲۰۴ میلادی در تاریخ ثبت شده‌است.
آثار بنیاد امپراتوری ترابوزان به آوریل ۱۲۰۴ بر می‌گردد؛ زمانی که آلکسیوس اول ترابوزان و برادرش دیوید، از دغدغهٔ حکومت مرکزی بیزانس سوءاستفاده کرده و با استفاده از سربازان جنگ صلیبی چهارم در خارج از دیوار شهر مستقر شدند (ژوئن ۱۲۰۳ – اواسط آوریل ۱۲۰۴) و به تصرف شهر ترابوزان و استان چالدیه پرداختند. نیروهای نظامی ارائه شده توسط ملکه تامار از گرجستان نیز در این نبرد آنان را یاری کرد. از این پس ارتباط حسنه‌ای میان ترابوزان و گرجستان وجود داشته که در میزان و کیفیتش اختلاف نظر وجود دارد.
آلکسیوس و دیوید از نوادگان آخرین امپراتور بیزانس از دودمان کمنن و نوهٔ آندرونیکوس اول بودند. همچنین آن‌ها فرزند مانوئل (شاهزادهٔ کمنن) و روسودان دختر جرج سوم بودند. این عقبه باعث شده بود که گرجی‌ها از شورش ترابوزان حمایت کنند. البته برخی از مورخان معتقد هستند ملکه تامار هدف دیگری در سر می‌پرورانده و قصد داشته دولتی را میان سرزمین خود و بیزانس حائل کند.

## رشد امپراتوری و جنگ‌های داخلی
پس از پشتیبانی گرجستان و ملکه تامار از آلکسیوس و دیوید در آوریل ۱۲۰۴ ترابوزان آزاد شد. در همان ماه آلکسیوس، در سن ۲۲ سالگی، به عنوان امپراتور اعلام شد و این لحظه را مورخان تأسیس امپراتوری ترابوزان می‌دانند.
واسیلیف اشاره می‌کند که برادران نه تنها با سرعت به اشغال شهر پرداختند و امپراتوری نوینی بنا کردند، به صلیبیونی که قصد تسخیر قسطنطنیه را داشتند و آن شهر را محاصره نمودند نیز سریعاً پاسخ دادند. به زودی قسطنطنیه فتح شد و برادران ترابوزانی وارد رقابت با امپراتوران رقیب (اپیروس و نیقیه) شدند.
در درازای سدهٔ ۱۳ میلادی کومننوس در درگیری مستمر با سلجوقیان روم بودند و بعد با ترکان عثمانی و همچنین جمهوری ایتالیایی قسطنطنیه و به ویژه جمهوری جنوا وارد نبرد شدند. امپراتوری‌های کوچک آناتولی مجبور بودند برای رقابت با یکدیگر شاهزادگان یکدیگر را با جهیزیه‌های گران‌بها به ازدواج هم درآورند تا از لحاظ سیاسی قدرت بیشتری کسب کنند و برای نگهداری از استقلال خود به ازدواج‌های سیاسی با تجار ونیز و جنوا تن دادند.
پسر دوم آلکسیوس، مانوئل اول (۱۲۳۸–۱۲۶۳) بزرگ‌ترین حاکم در حفظ امنیت داخلی و جنگاوری امپراتوری بود؛ او سینوب را در سال ۱۲۵۴ میلادی به چنگ آورد و نخستین سکه‌های نقره‌ای آسپرون را ضرب کرد.
پس از سقوط بغداد توسط هولاکو خان در سال ۱۲۵۸، جاده‌ ابریش و تبریز به معدن تجارت بدل گشت. مسافران اروپایی و غربی مسافرت‌شان به مشرق زمین را از ترابوزان آغاز می‌کردند و با گذشتن از تبریز به جادهٔ ابریشم می‌رفتند. این مسیر موجب رشد اقتصادی ترابوزان به ویژه در دوران آلکسیوس دوم شد.

## فهرست شاهان
شاهان ترابوزان مدعی بودند که از دودمان کمنن از هستند و میان سال‌های ۱۲۰۴ تا ۱۴۶۱ بر ترابوزان حکومت می‌کردند.
| نام               | سکه | آغاز سلطنت     | پایان سلطنت    | یادداشت |
| ----------------- | --- | -------------- | -------------- | --- |
| آلکسیوس اول       | -   | ۱۲۰۴           | ۱ فوریه ۱۲۲۲   | - |
| آندرونیکوس اول    | -   | ۱ فوریه ۱۲۲۲   | ۱۲۳۵           | - |
| ژان اول           | -   | ۱۲۳۵           | ۱۲۳۸           | - |
| مانوئل اول        |     | ۱۲۳۸           | مارس ۱۲۶۳      | - |
| آندرونیکوس دوم    | -   | مارس ۱۲۶۳      | ۱۲۶۶           | - |
| جورج              | -   | ۱۲۶۶           | ۱۲۸۰           | خلع شد. |
| ژان دوم تراب      |     | ۱۲۸۰           | ۱۲۸۴           | اولین دوره |
| تئودور ترابوزان   | -   | ۱۲۸۴           | ۱۲۸۵           | - |
| ژان دوم           |     | ۱۲۸۵           | ۱۶ اوت ۱۲۹۷    | دومین دوره |
| آلکسیوس دوم       | -   | ۱۶ اوت ۱۲۹۷    | ۱۳۳۰           | - |
| آندرونیکوس سوم    | -   | ۱۳۳۰           | ۸ ژانویه ۱۳۳۲  | - |
| مانوئل دو         | -   | ۸ ژانویه ۱۳۳۲  | سپتامبر ۱۳۳۲   | برای ۸ ماه امپراتور بود. |
| باسیل کمننوس      |     | سپتامبر ۱۳۳۲   | ۶ آوریل ۱۳۴۰   | - |
| ایرنه پالئولوژینا | -   | ۶ آوریل ۱۳۴۰   | ۱۷ ژوئیه ۱۳۴۱  | بیوه باسیل بود. |
| آنا ترابوزان      | -   | ۱۷ ژوئیه ۱۳۴۱  | ۴ سپتامبر ۱۳۴۲ | دختر الکسیوس دوم بود. |
| ژان سوم           | -   | ۴ سپتامبر ۱۳۴۲ | ۳ مه ۱۳۴۴      | - |
| میخائیل ترابوزان  |     | ۳ مه ۱۳۴۴      | ۱۳ دسامبر ۱۳۴۹ | پدر جان سوم بود. |
| آلکسیوس سوم       |     | ۱۳ دسامبر ۱۳۴۹ | ۲۰ مارس ۱۳۹۰   | - |
| مانوئل سوم        |     | ۲۰ مارس ۱۳۹۰   | ۵ مارس ۱۴۱۷    | - |
| آلکسیوس چهارم     | -   | ۵ مارس ۱۴۱۷    | ۱۴۲۹           | ویلیام میلر و وی. لورن استدلال کرده‌اند که الکسیوس در اکتبر ۱۴۲۹ به قتل رسیده است. اخیراً، آنتونی برایر بر اساس شواهد جدیدی مبنی بر قتل الکسیوس در ۲۶ آوریل همان سال بحث کرده است. |
| ژان چهارم         | -   | ۱۴۲۹           | ۱۴۶۰           | منبع تاریخ مرگ جان را از ۱۴۵۸ تا ۱۴۶۰ میلادی پیشنهاد می‌کنند. تاریخ ارائه شده در اینجا از آخرین انتشارات مربوط به این موضوع گرفته شده است.                                        |
| دیوید ترابوزان    | -   | ۱۴۶۰           | ۱۴۶۱           | |